# شدة (لغة)

رمز حركة الشَّدَّة.

الشَّدَّة لغة: القوّة، واصطلاحاً في الصوتيات تعدّ تشديدًا في اللفظ على حرف من حروف الكلمة.

## أصل شكلها
يعود أصل شكل الشدة إلى الحرف الأول من اسمها «ش» غير منقوطة، تُوضَع فَوق الْحَرْف دلَالَة على تَضْعِيفه.

## الشدة: حركة أم حرف
تكتب الشَّدَّة كأنها إحدى الحركات فوق الحرف، لكن تعدّ في اللغة العربيّة حرفًا وتمثل في نطق الحرف نطقًا مشدّدًا.